# 4Г та 4Т
4Г та 4Т (англ. 4H’s and 4T’s, H’s and T’s) — мнемонічна фраза для переліку основних зворотніх причин зупинки серцевої діяльності. Фраза використовується у настановах Європейської ради реанімації та інших настановах з розширеної підтримки життя.

## 4Г
До 4Г належать:
- гіпоксія,
- гіповолемія,
- гіпер/гіпокаліємія,
- гіпо/гіпертермія.[1]

## 4Т
До 4Т належать:
- Тромбоз,
- пневмоТоракс напружений (напруження від tension),
- Тампонада,
- Токсини та/або Таблетки.[1]